# Ian Mark Turner
Ian Mark Turner ( 1963 ) es un botánico, y pteridólogo inglés, que se ha desempeñado en Kew Gardens, especializándose en la flora de bosque tropical de África oriental.

## Algunas publicaciones
- k.s. Chua, hugh t.w. Tan, ian mark Turner. 1994. The angiosperm flora of Singapore part 3: Plantaginaceae. Vol. 46, Parte 2 de Gardens' bulletin, Singapur. Ed. Government Printing Office. 5 pp.
- j.p.s. Choo, hugh t.w. Tan, ian mark Turner. 1997. The angiosperm flora of Singapore part 7: Limnocharitaceae. Vol. 49, Parte 1 de Gardens' bulletin, Singapur. 4 pp.

### Libros
- 1988. The response of tree species to canopy gaps in a tropical forest. Ed. University of Oxford. 280 pp.
- 1993. The names used for Singapore plants since 1900. Vol. 45, Parte 1 de Gardens' bulletin, Singapur. 293 pp.
- 1996. Biodiversity and the dynamics of ecosystems. Vol. 1 de DIWPA series. ISBN 9810080530. 383 pp.
- 2000. The plants of the Singapore botanic gardens: an annotated check-list. 238 pp. ISBN 9971887428
- 2001. The ecology of trees in the tropical rain forest. Cambridge tropical biology series. 298 pp. ISBN	0521801834
- 2001. Singapore Botanic Gardens: a souvernis guide. 47 pp. ISBN 9813065486
- -----, ilsa Sharp. 2004. Evolution Garden: time travel through the plant kingdom. 80 pp. ISBN 9810512686

- La abreviatura «I.M.Turner» se emplea para indicar a Ian Mark Turner como autoridad en la descripción y clasificación científica de los vegetales.[1]